# Iglesia de San Jaime Apóstol (San Jorge)
La iglesia de San Jaime de San Jorge, de estilo barroco, es un templo católico situado al centro de la población y sede de una parroquia de la Diócesis de Tortosa. Está catalogada como Bien de Relevancia Local.

## Historia
La iglesia primitiva, de los tiempos de la conquista, datada de 1387, era pequeña, situada en la plaza Mayor, frente al Ayuntamiento, por lo que fue considerada insuficiente debido al incremento de población, y así, en 1735 se decidió construir, en otro lugar, una iglesia con más capacidad.
Las obras fueron adjudicadas a Josep Barceló, maestro de obras de Alcalá de Chivert, y proyectadas por su hijo Joan Barceló. Las obras se iniciaron el 9 de enero de 1737, pero oficialmente fue el día de San Jorge, el 23 de abril y, un año después eran visuradas por Vicente Carbón y José Antonio Simó, por estar retrasadas, sin encontrar ninguna incorrección, indicando que los muros se podían hacer un palmo más delgados, puesto que los cimientos eran más profundos. El Santísimo Sacramento se trasladó el 24 de julio de 1756, tal como está grabado a la fachada de la iglesia, y las obras finalizaron en 1757, mientras el campanario se finalizó el 24 de julio de 1759.
Posteriormente se construyó un nuevo crucero con cúpula y la capilla de la Virgen María.
En los años 2005 y 2006 fue restaurada la fachada de la iglesia. En la actualidad –2019/2021– existen intenciones de recuperar el órgano que se instaló en 1784 y aunque dañado se conserva.

## Arquitectura

### Estructura
Iglesia con nave central de cuatro tramos cubierta de bóveda de cañón con lunetos, y capillas comunicadas entre los contrafuertes cubiertas de bóveda de arista, formando dos naves laterales de menor altura. El crucero está cubierto por un tambor octogonal con aperturas a sus lados que soporta la cúpula. La cabecera es plana y tiene adosadas tres salas, una de ellas, la sacristía. A los pies, un corazón alto.

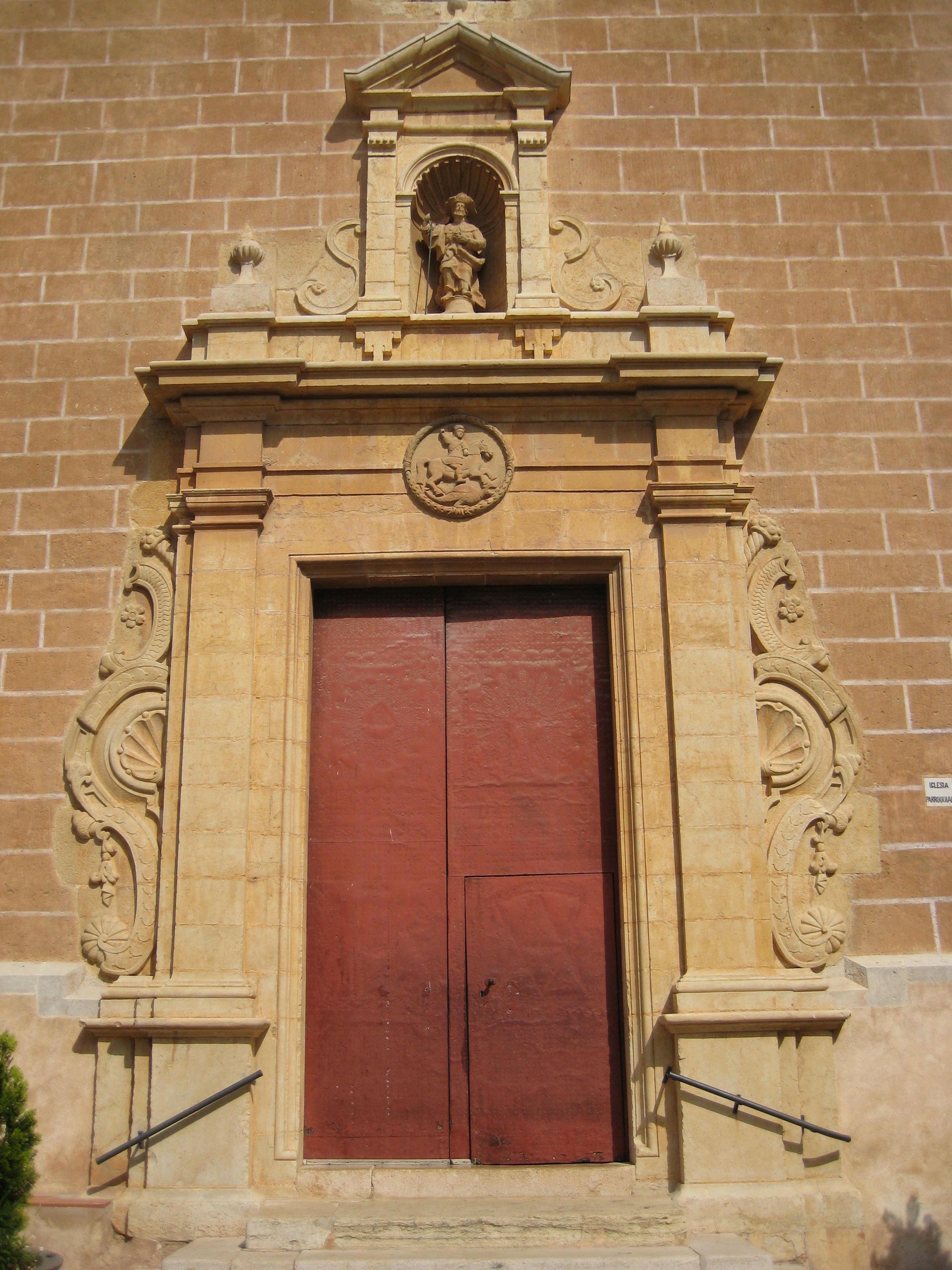
Portada

### Portada
La fachada tiene perfil mixtilíneo con declinación oblicua en los remates. La portada, de líneas muy sencillas, presenta una puerta enmarcada con pilastras adosadas y coronada por un medallón con la imagen de San Jorge y el dragón. Por sobre, el entablamento soporta una hornacina en forma de pechina donde se encuentra la imagen de San Jaime, coronado por un frontón triangular.

### Torre-Campanario
La torre-campanario, adosada al pies de la nave, junto al Evangelio, presenta planta cuadrada con tres cuerpos macizos de masonería separados por cordones o motones, y encima, el cuerpo de las campanas, de sillares, con una apertura en cada cara franqueada por pilastras adosadas. Corona la torre un cuerpo octogonal más estrecho, con aperturas a sus caras, rodeado por una balaustrada.

### Capilla de la Virgen María
La capilla fue construida ampliando el transepto del lado del Evangelio, y tiene planta latina, a pesar de que el presbiterio es más corto, con crucero cubierto por cúpula.